# Pseudotrochalus subtruncatus
Pseudotrochalus subtruncatus är en skalbaggsart som beskrevs av Max Quedenfeldt 1884. Pseudotrochalus subtruncatus ingår i släktet Pseudotrochalus och familjen Melolonthidae. Inga underarter finns listade i Catalogue of Life.